# Gazelle Kwikstep

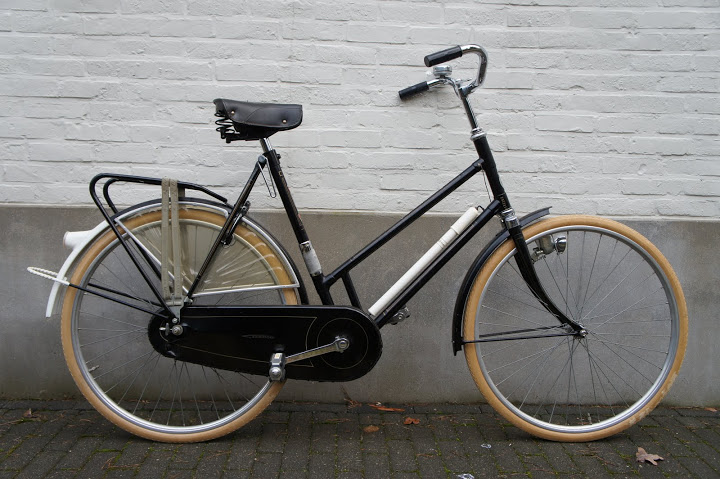
Gazelle Kwikstep 1966 (privécollectie Ed Collier)

De Gazelle Kwikstep was een vouwfiets die vanaf 1964 in meerdere opvolgende versies door het Nederlandse bedrijf Gazelle werd geproduceerd.
De eerste versie uit 1964 verscheen in Nederland op de markt in een tijd van aanzwellend autoverkeer en eerste parkeermeters. De Kwikstep wordt ook wel gezien als de eerste (moderne) vouwfiets van Nederlands fabricaat. De vouwfiets was uitgerust met 24 inch (540 mm) wielen en een "parallelframe". 
Bij de bracket was het frame voorzien van een scharnier zodat de fiets in- en uitklapbaar was. Een vergrendeling aan de zitbuis zorgde voor de opsluiting van de beide framedelen in uitgeklapte toestand. Stuur en zadel met zadelpen werden eenvoudigweg losgehaald uit het frame om tot een compacter formaat te komen.
In 1967 volgde een tweede versie van de Kwikstep met onder meer 20" wielen. Weer zes jaar later kwam een derde versie van de Kwikstep op de markt die met 22" (489 mm) wielen was uitgerust.